# Бункин, Борис Васильевич
Бори́с Васи́льевич Бу́нкин (1922—2007) — советский и российский учёный, конструктор и организатор производства зенитных ракетных комплексов для ПВО. Дважды Герой Социалистического Труда (1958, 1982). Лауреат Ленинской премии.
С 1968 по 1998 год — генеральный конструктор предприятия НПО «Алмаз», осуществляющего разработку и серийное производство зенитных ракетных комплексов, составляющих основу вооружения отечественных войск ПВО: С-75, С-125, С-300, С-400.

## Биография
Родился 16 июля 1922 года в деревне Аксиньино (ныне в черте Москвы). Отец — Бункин Василий Фёдорович (1896—1943), инженер-геодезист. Мать — Бункина (Целикова) Антонина Сергеевна (1896—1947), бухгалтер.
За год до начала Великой Отечественной войны окончил среднюю общеобразовательную школу № 471 Москвы. Окончив первый курс МАИ, в 1941 с началом войны стал работать на московском авиамоторном заводе № 24 (ныне — Московское машиностроительное производственное объединение «Салют»). В октябре 1941 года с группой преподавателей и студентов МАИ эвакуировался в Алма-Ату. Позже вернулся в Москву. В 1947 году защитил диплом на радиотехническом факультете МАИ и поступил в аспирантуру на кафедре радиотехники в этом вузе.
С 1950 года работал в Конструкторском бюро № 1, позднее переименованном в Московское конструкторское бюро «Стрела», а потом — в Центральное конструкторское бюро «Алмаз» Министерства радиопромышленности СССР, ныне «НПО „Алмаз“ имени академика А. А. Расплетина». На протяжении полувека данное предприятие является головным разработчиком и производителем зенитных ракетных комплексов для войск ПВО.
С 1968 по 1998 годы Б. В. Бункин являлся генеральным конструктором предприятия, с 1998 по 2007 год — научным руководителем.
Умер 22 мая 2007 года. Похоронен на Троекуровском кладбище в Москве.
Брат — Фёдор Васильевич Бункин (1929—2016) — физик, академик РАН.

## Награды
Был избран действительным членом АН СССР, дважды удостоен звания Героя Социалистического Труда (1958, 1982).
Кавалер орденов Ленина, Октябрьской Революции, первый лауреат Золотой медали им. академика А. А. Расплетина, присуждаемой РАН за выдающиеся работы в создании новой техники.. Лауреат Ленинской и Государственной премии. 9 октября 2002 года награждён орденом «За заслуги перед Отечеством» IV степени, 26 июля 1994 года - орденом Дружбы народов.